# 史腾飞
史腾飞（1988年10月5日—），北京人，中国男子游泳运动员。

## 簡歷
2012年，史腾飞代表中国出戰英國倫敦舉行的奥林匹克运动会游泳比賽男子4×100米自由泳接力賽事。